# Teixidor de Taveta
El teixidor de Taveta (Ploceus castaneiceps) és un ocell de la família dels ploceids (Ploceidae).

## Hàbitat i distribució
Habita vegetació de zones empantanegades al centre i sud-est de Kenya i nord-est de Tanzània.